# Praça Ramos de Azevedo
A Praça Ramos de Azevedo é um logradouro situado no bairro da República, no Centro do município de São Paulo, no Brasil, famosa por abrigar o Theatro Municipal de São Paulo. A praça foi inaugurada junto com o Theatro Municipal em 1911, quando foi dado o nome de Esplanada do Theatro e passou a ter o nome de Praça Ramos de Azevedo após a morte do arquiteto apenas em 1928.
A praça se localiza no espaço compreendido entre a Rua Conselheiro Crispiniano e Rua Formosa, à área frontal e atrás do Teatro Municipal de São Paulo e sob o Viaduto do Chá, ao lado do Prédio Alexandre Mackenzie e compõe, com tal espaço, um conhecido cartão-postal da cidade.

## Histórico
No terreno ficava a serralheria do imigrante alemão Gustav Sydow no antigo Morro do Chá, bem onde hoje é o Theatro Municipal. Após o local ter sido escolhido, o mesmo foi desapropriado pela Câmara Municipal em 1903. A Praça nasceu em 1911, juntamente com o Theatro Municipal de São Paulo. Naquela época, era mais conhecida como Esplanada do Theatro, e não fazia parte de um conjunto de obras para urbanização do Vale do Anhangabaú, hoje conhecida como Plano Bouvard. Antes da aparição do teatro, a região abrigava casas populares de aluguel que foram demolidas para abertura do Vale do Anhangabaú. 
O local passou a ser conhecido como Praça Ramos de Azevedo apenas em 1928 após seu falecimento, em homenagem ao arquiteto que construiu o Theatro Municipal.

### O desenho da praça
A Praça Ramos de Azevedo fica em terreno onde antes estavam parte das terras da Chácara do Chá, pertencentes ao Barão de Itapetininga, José Joaquim dos Santos Silva, que realizava na região o cultivo de chá preto. O Governo exigiu que fosse aberta uma ligação entre o Largo da Memória e a Rua de São João em 1855, o que ocorreu com a abertura da Rua Formosa. No dia 21 de abril de 1863, a desapropriação de outros lotes foi autorizada pela Câmara Municipal de São Paulo, que decidiu reservar o local para a abertura das ruas Coronel Xavier de Toledo, Conselheiro Crispiniano, Barão de Itapetininga e 24 de maio. Estas vias foram oficialmente entregues entre 1875 e 1876. Em 6 de novembro de 1892, foi inaugurado o Viaduto do Chá, o primeiro da cidade de São Paulo, que passa sobre a praça.
A partir de 1895, gestores da prefeitura passaram a discutir a possibilidade de construção de um grande Theatro na capital paulista. O local, então conhecido como “Morro do Chá”, que viria a se transformar na Praça Ramos de Azevedo somente em 1928,  foi o escolhido.  
O conjunto escultórico ali construído, chamado Monumento a Carlos Gomes, é um presente da comunidade italiana de São Paulo em homenagem ao grande compositor brasileiro de óperas – cujos personagens das mais importantes ilustram as estátuas e alegorias do monumento – e foi concluído em 1922, pelo escultor italiano Luigi Brizzolara. O conjunto passou a ser conhecido também como Fonte dos Desejos, em 1957.

### A construção do Theatro Municipal de São Paulo

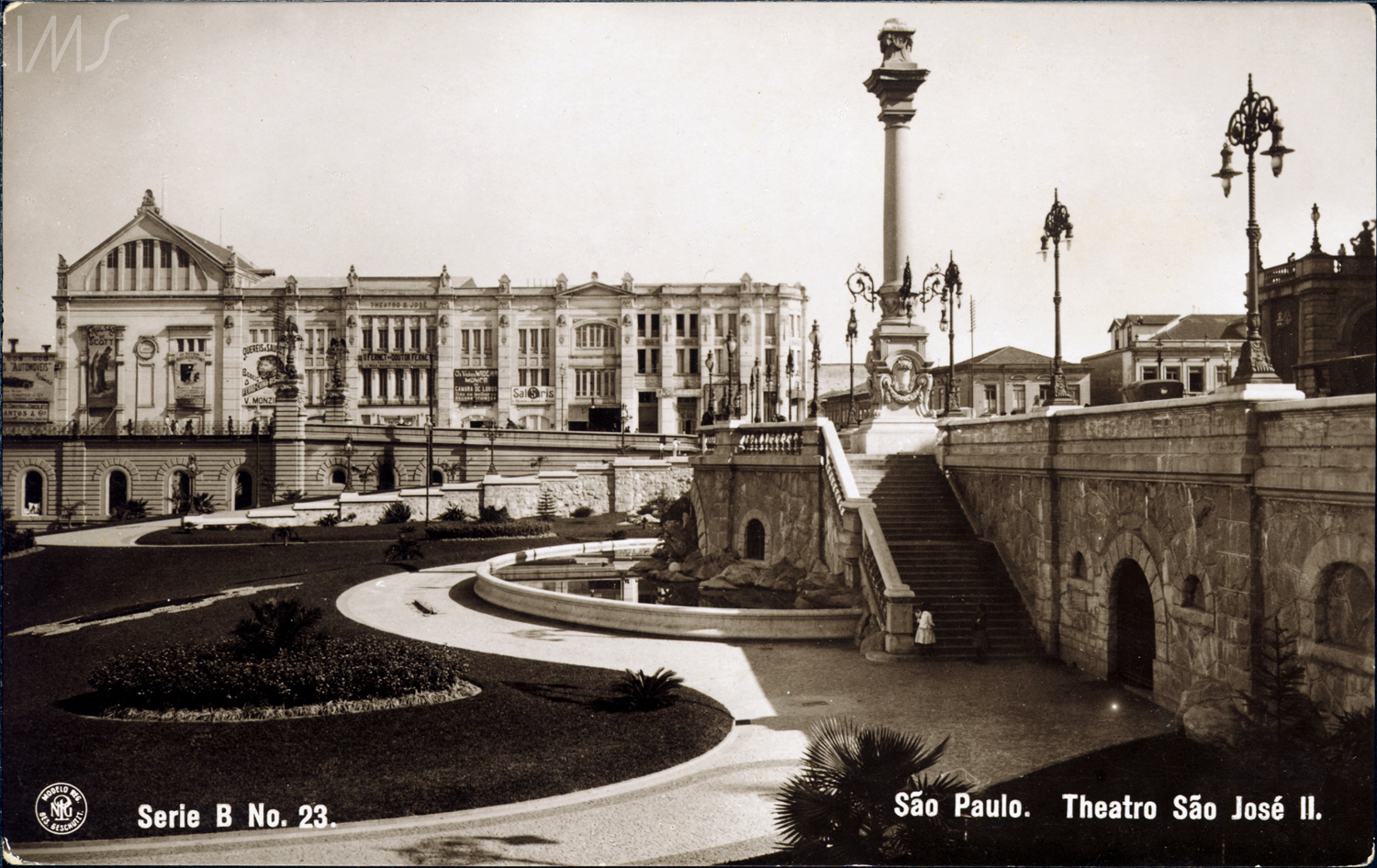
A praça em 1910, com o Teatro São José ao fundo

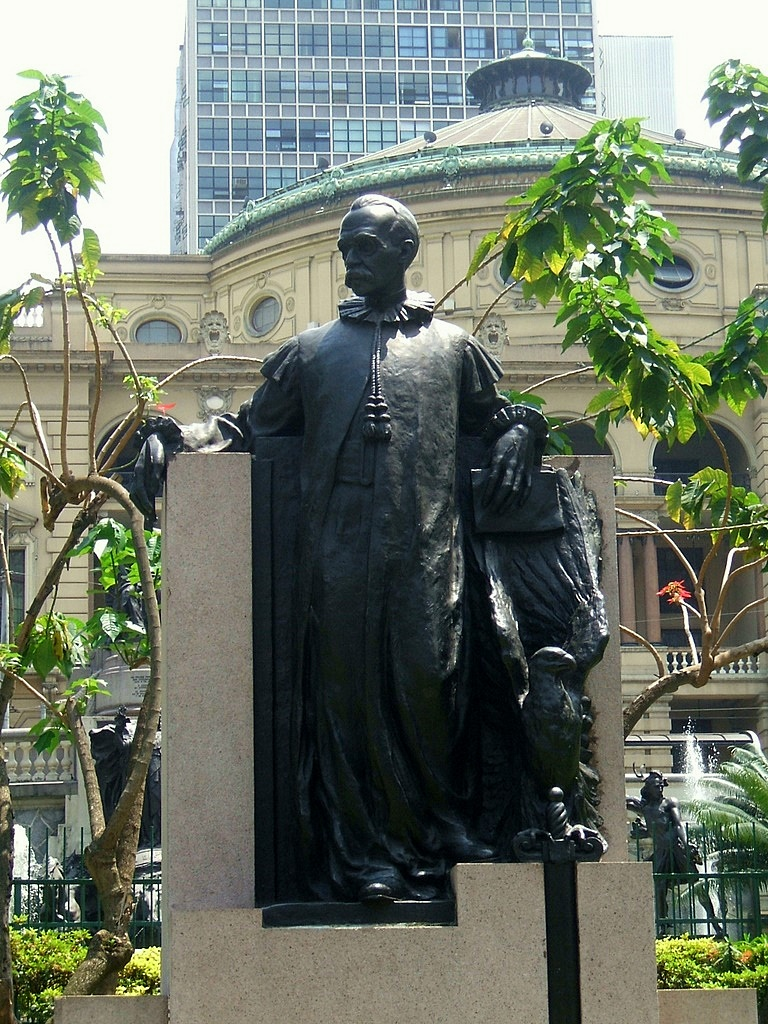
Homenagem do Centro Acadêmico XI de Agosto, da Faculdade de Direito da USP, a Ruy Barbosa

As obras para a construção do Theatro Municipal foram iniciadas em 16 de junho de 1903. O trabalho foi projetado pelos arquitetos italianos Domiziano Rossi e Cláudio Rossi (apesar da coincidência, ambos não são irmãos), que prestavam serviços para o escritório do arquiteto brasileiro Francisco de Paula Ramos de Azevedo, conhecido como Ramos de Azevedo. O erguimento foi concluído após 8 anos, em 11 de outubro de 1911, com a inauguração oficial do Theatro Municipal de São Paulo. Antes da chegada do prédio, a região abrigava a Serralheria e Marcenaria dos irmãos Adolph e Gustav Sidow além de suas residências, demolidos com a famosa edificação. A partir daí, a praça onde está situado o empreendimento passou a ser conhecida como Esplanada do Theatro. Em frente ao Theatro Municipal, desde 1907, já funcionava o Theatro São José, que acabou sendo demolido em 1924. Além destes, mais duas casas de espetáculos estavam instaladas no lado oeste do Anhangabaú. Para aprimorar as condições de acesso à região, técnicos da prefeitura decidiram realizar obras na região frontal ao Theatro. O projeto escolhido foi o de Joseph Antoine Bouvard, que previa a construção de uma área ajardinada que iria da Rua Líbero Badaró à Conselheiro Crispiniano e não incluía a área em torno do Teatro, pois tal projeto foi aprovado três dias antes da inauguração ds Praça. O nome do espaço só foi alterado para Praça Ramos de Azevedo em 1928, ano da morte do arquiteto, como homenagem ao responsável pelo Theatro Municipal. Após o ajardinamento da área da encosta do Morro do Chá, depois denominada Praça Ramos de Azevedo, o local, com alamedas curvas e tratamento paisagístico requintado, constituiu-se numa espécie de antessala para o Theatro, em uma ambientação que valorizava um dos mais importante espaços artísticos da cidade.

### Degradação e recuperação

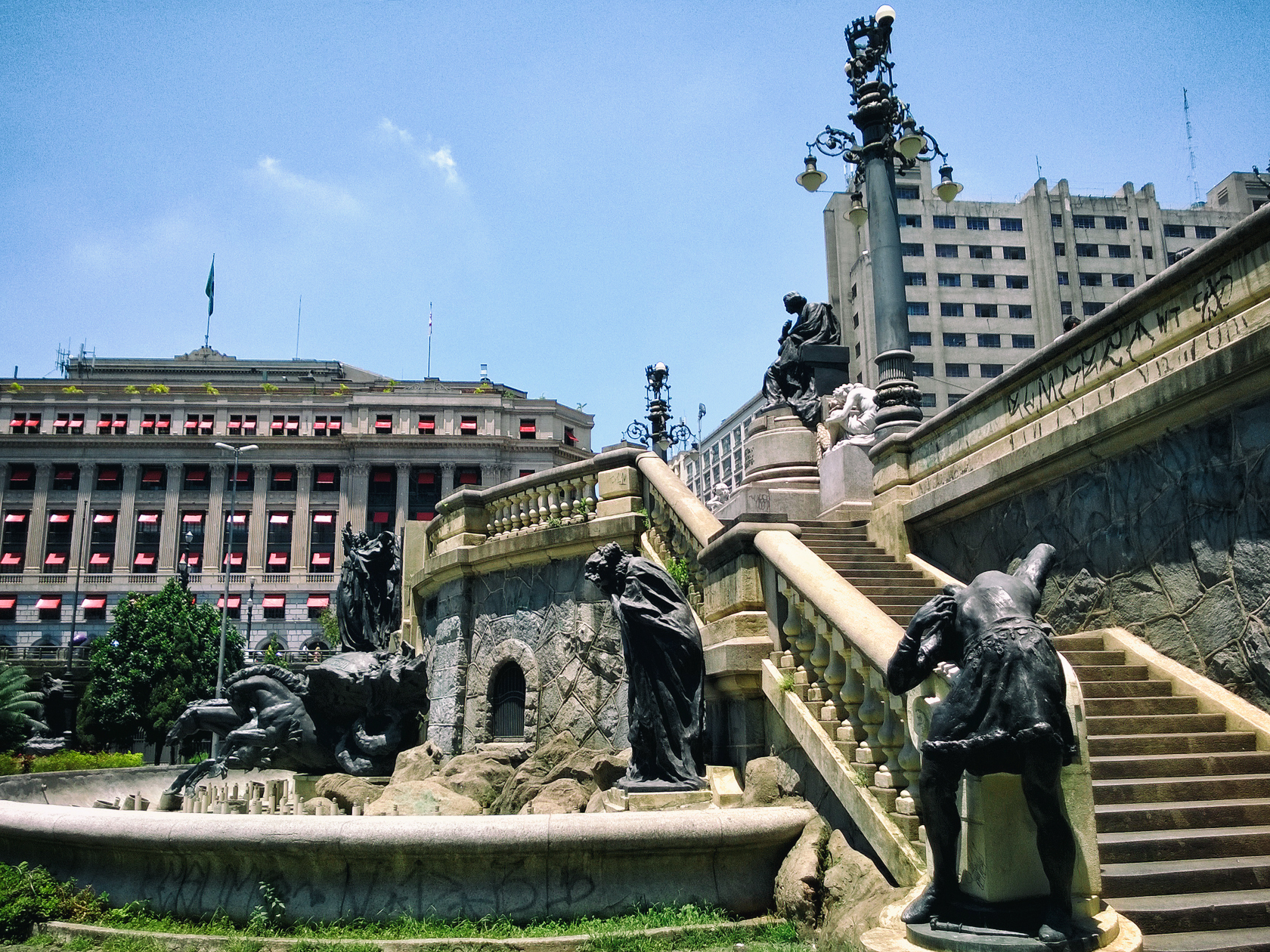
A praça antes da reforma promovida em 2017

Os monumentos da Praça Ramos de Azevedo, dentre eles a "Fonte dos Desejos" e a estátua de Carlos Gomes, foram pichados e sofreram com a deterioração ao longo dos anos. Muitas das esculturas foram danificadas por vândalos, que espalharam tintas nas peças, e com isso, perderam as texturas originais. O local, que fica a poucos metros da sede da prefeitura de São Paulo, sofreu com o abandono do poder público. O grupo de obras em homenagem a Carlos Gomes era usado como abrigo por moradores de rua e transeuntes que circulam pela região reclamavam do forte cheiro de urina. Os postes de iluminação e as placas de sinalização da praça também foram alvo de atos de vandalismo. Além das pichações, as estruturas possuem adesivos colados e outras marcas de depredação.
Em 16 de dezembro de 2017, no entanto, a gestão de João Doria Junior (PSDB) entregou a reforma da praça, que levou sete meses e foi bancada em uma parceira de empresários ítalo-brasileiros com o consulado italiano na cidade. A praça ganhou piso novo, iluminação, pintura, jardinagem e as 12 estátuas de bronze e mármore que cercam a fonte também foram restauradas.

## Arquitetura e características arquitetônicas

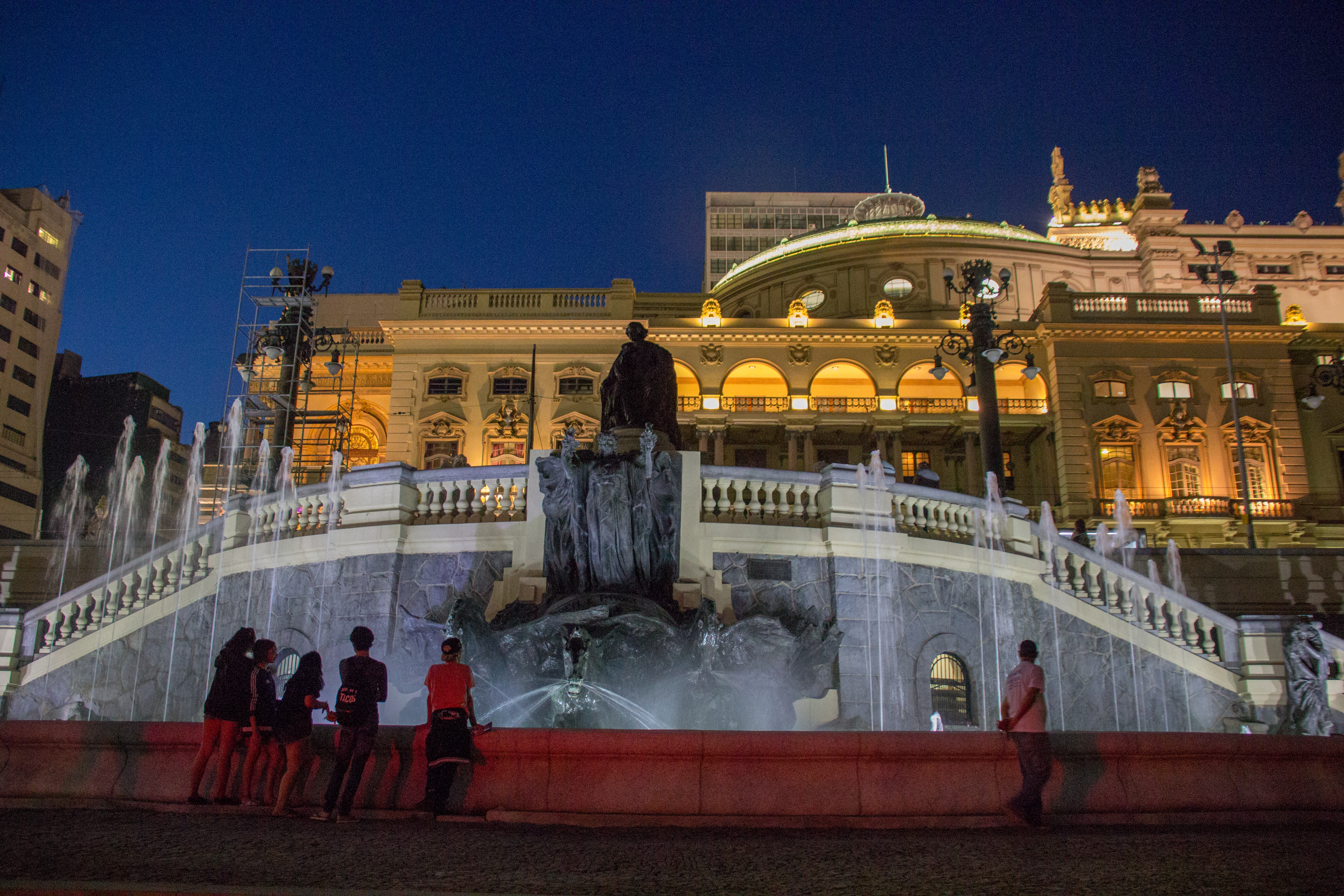
Fonte dos Desejos à noite

Em 1922, a comunidade italiana residente em São Paulo inaugurou na praça, em frente ao Theatro Municipal, um conjunto de esculturas, em homenagem ao compositor brasileiro de óperas, Carlos Gomes. A entrega das peças fazia parte das comemorações do centenário da Independência do Brasil. O “Monumento a Carlos Gomes”, como ficou conhecido, de autoria do escultor italiano Luigi Brizzolara, foi colocado na fonte que já existia no local, desde a inauguração do Theatro Municipal, em 1911. As 12 obras, feitas em mármore, bronze e granito e executadas na Itália, pela oficina Camiani  e Guastini Fonderia Artística in Bronzo, representam a música, a poesia, além de alguns dos principais personagens das canções do artista.
No alto, em bronze, por exemplo, estão alegorias à Música e à Poesia, esculpidas em mármore de Carrara. Abaixo, pode ser observado um grupo escultórico denominado “Glória” e formado pela figura feminina da República, sobre uma  esfera com a inscrição “Ordem e Progresso”, conduzida por um grupo de três cavalos alados. Há ainda a escultura Condor, que retrata uma figura masculina inclinada sobre o corrimão da escada que dá acesso ao Vale do Anhangabaú e é inspirada no personagem principal da ópera de mesmo nome. Segundo a tradição, dá sorte tocar no dedo médio da mão esquerda da escultura, por esse motivo há um desgaste mais acentuado nessa área. Em 1957, o conjunto passou a ser conhecido também como Fonte dos Desejos.

## Significado histórico e cultural

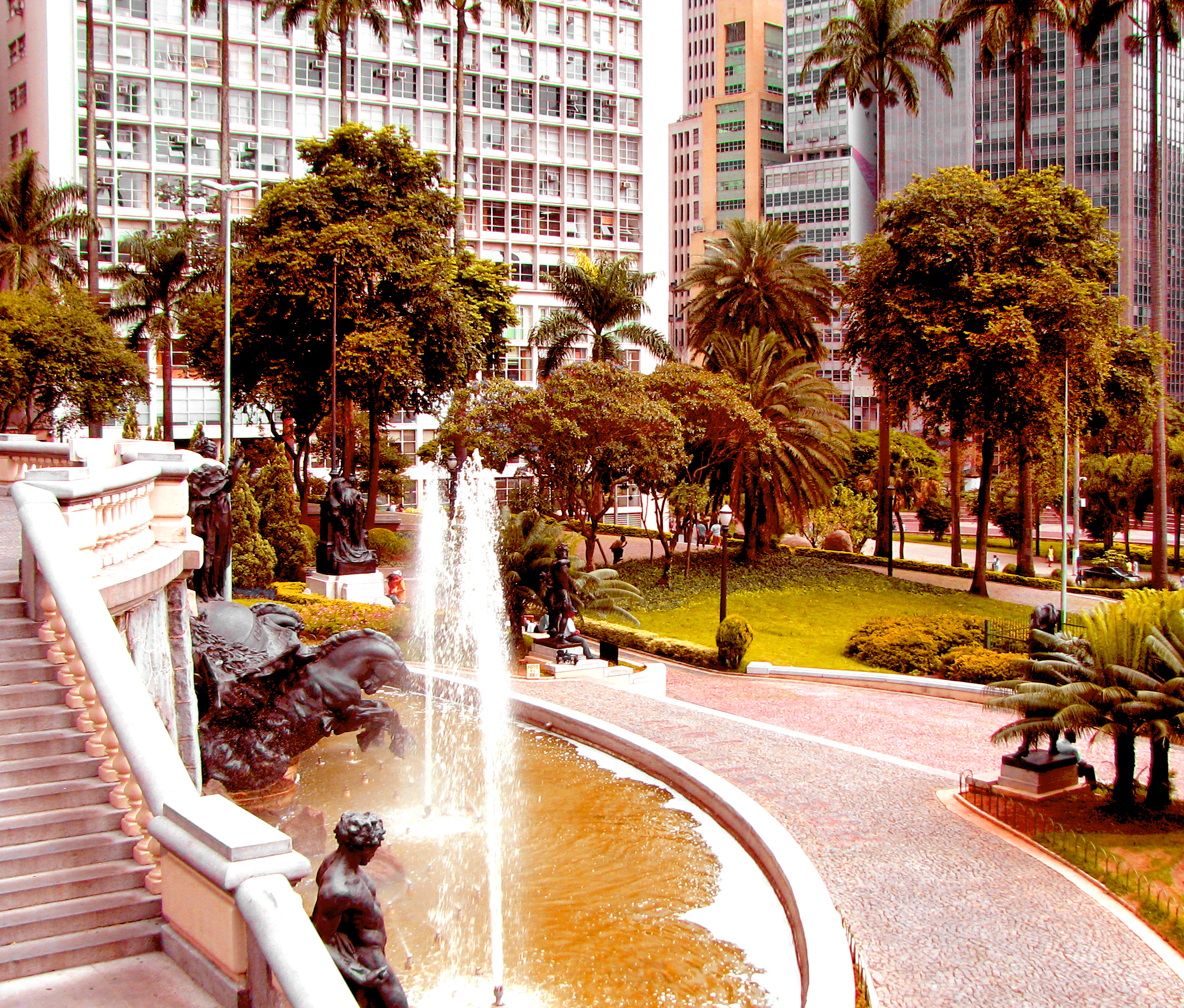
A praça a partir do Teatro Municipal em 2008

A praça, embora não mais tenha a ambiência original, como parte do grande parque que um dia o Vale do Anhangabaú foi, ainda forma com este um espaço livre e amplo e ainda constitui a esplanada do Theatro Municipal. Por outro lado, é favorecida por uma moldura excepcional formada pelo expressivo conjunto arquitetônico que o envolve: além do teatro, o Viaduto do Chá, os prédios do antigo Mappin, o Alexandre Mackenzie, o antigo Hotel Esplanada e, seu vizinho, o CBI-Esplanada.
A praça ainda mantém sua função de esplanada do Theatro Municipal, uma vez que sua composição paisagística se dá em consonância com as linhas arquitetônicas do edifício: ambos constituem um conjunto urbanístico indissociável que se estende suave e sinuosamente rumo ao Parque Anhangabaú. A Praça foi tombada como patrimônio histórico pelo Conselho Municipal de Preservação do Patrimônio Histórico, Cultural e Ambiental da Cidade de São Paulo - CONPRESP, em 1986, no uso de suas atribuições legais e nos termos da Lei 10.032/85, com as alterações introduzidas pela Lei 10.236/86. A decisão foi tomada a partir do significado paisagístico e ambiental assumido pelo Vale do Anhangabaú ao longo da história da cidade de São Paulo e considerando-se o valor histórico-arquitetônico, ambiental e afetivo de diversos imóveis localizados na
área do Vale do Anhangabaú e vizinhanças. A Praça Ramos de Azevedo é classificada como “bem de excepcional interesse histórico, arquitetônico ou paisagístico. O tombamento determina sua preservação integral, a preservação de suas características externas e de alguns elementos internos e a preservação de suas características externas.
Além disso, teve um importante papel na constituição da história da cidade São Paulo, por ter sido um importante palco para manifestações nas décadas de 60 e 70.